# Шарувато-дощові хмари

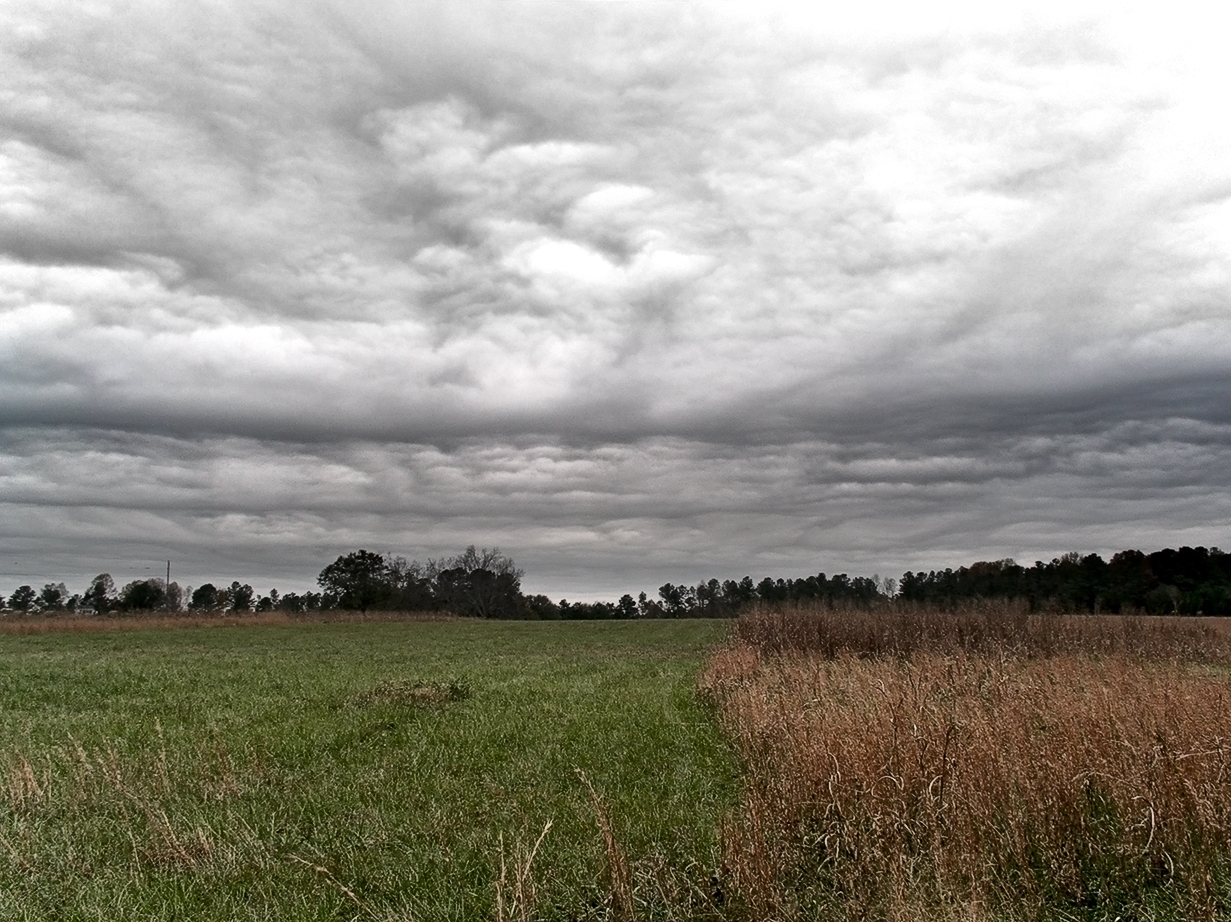
Шарувато-дощові хмари

Шарувато-дощові хмари (міжнародна назва — Nimbostratus) — рівний сірий хмарний покрив, з якого випадають суцільні опади чи мряка. Диск Сонця чи Місяця не просвічує, тому що покрив має велику вертикальну потужність. Висота хмар 100—1000 м. Зазвичай дають затяжні опади. Розвиваються на атмосферних фронтах. Позначаються символом .

## Мікрофізична будова
Шарувато-дощові хмари складаються з переохолоджених крапель і крижаних кристалів. У верхній частині хмари кристали мають переважно форму стовпчиків, у нижній частині — пластинок. У нижніх частинах хмари переважають дрібні крапельки води з домішкою сніжинок або порівняно великих крапель дощу (залежно від того, чи буде температура в цьому шарі нижче або вище 0 °). Більшість крапельок води має радіуси 7-8 мкм з коливаннями від 2 до 72 мкм.

## Формування
Утворення шарувато-дощових хмар відбувається уздовж теплого фронту або фронту оклюзії, де повільно зростає тепла повітряна маса. Утворюються разом з дрібними шаруватими хмарами. Часто коли шаруваті хмари потовщуються і спускаються на більш низьку висоту, вони стають шарувато-дощовими.
Шарувато-дощові хмари, на відміну від купчасто-дощових, не пов'язані з грозами, проте в незвично нестабільному теплому фронті, заподіяну в результаті наступаючого теплого повітря бути гарячим, вологим і нестійким, купчасто-дощові хмари можуть бути разом з шарувато-дощовими. Блискавки від купчасто-дощових хмар можуть взаємодіяти з шарувато-дощовими але тільки в безпосередній близькості навколо нього. Купчасто-дощові і шарувато-дощові хмари зазвичай існують разом рідко, і як правило, шарувато-дощові хмари знаходяться на теплому фронті.

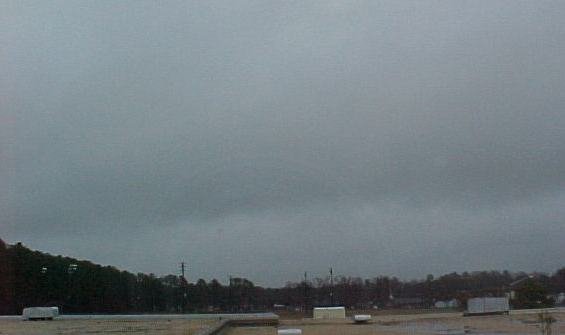
Часто шарувато-дощові хмари мають дуже мало видимих деталей

## Класифікація
Шарувато-дощові хмари не поділяються на певні підтипи.

## Зв'язок з іншими формами хмар
Зазвичай, шарувато-дощові хмари (Nimbostratus) утворюються із високо-шаруватих (Altostratus), шар яких поступово ущільнюється (від Altostratus trans. переходить у Altostratus op. і у Altostratus pr.) і понижується аж до перетворення у Nimbostratus. Перехід від As op. до Ns поступовий, тому різкої грані між ними немає. Хорошою ознакою здійсненого переходу є випадання стійких довготривалих опадів. Шарувато-дощові хмари можуть утворюватися із шарувато-купчастих непрозорих (Stratocumuluc opacus). У цьому випадку елементи Stratocumuluc opacus (окремі пластівці, пластини або хвилі) поступово зливаються між собою, понижуються і перетворюються в Nimbostratus. Перехід вважається закінченим тоді, коли хвиляста структура, притаманна шарувато-купчастим хмарам, повністю зникає і потім з'являються смуги випадання опадів (вірга), нижня поверхня хмар перестає бути чітко вираженою.
Деколи спостерігається взаємоперехід шарувато-дощових і купчасто-дощових хмар. При надходженні холодного фронту 1-го роду вал префронтальних хмар Cumulonimbus безпосередньо переходить у Nimbostratus, а зливові опади змінюються затяжними. У деяких випадках перехід Cb і Ns відбувається і на холодних фронтах 2-го роду. У теплому фронті, особливо влітку, спостерігається перехід Ns і Cb: окремі ділянки шарувато-дощових хмар, сильно розвиваючись вертикально, поступово набувають всіх ознак купчасто-дощових; опади із них мають характер зливових.